# Кокосовый батончик
«Кокосовый батончик» (англ. Coconut bar) или кокосовый пудинг (англ. Coconut pudding) — это десерт китайской кухни, напоминающий сладкий вариант тофу, или пудинг, который пользуется популярностью в Южном Китае, Гонконге, на Тайване и чайна-таунах на территории США.
Десерт готовится из кокосового молока с сахаром, которое загущается либо смесью кукурузного и картофельного крахмала, либо смесью агар-агара и желатина. Перед подачей десерт иногда посыпают кокосовой стружкой. Текстура варьируется от шелковисто-пружинистой (если в качестве загустителя используются желатин и агар-агар), и тогда десерт более напоминает желе, до густой кремовой (если для загущения используется пшеничный и кукурузный крахмал), и тогда десерт более напоминает пудинг.